# Новоникольское (Алтайский край)
Новоникольское — упразднённое село в Табунском районе Алтайского края. Находилось на территории Большеромановского сельсовета. Точная дата упразднения не установлена.

## География
Располагалось в 7 км к северо-западу от села Карпиловка.

## История
Основано в 1910 году. В 1928 г. посёлок Ново-Никольский состоял из 110 хозяйств. В составе Карпиловского сельсовета Славгородского района Славгородского округа Сибирского края.

## Население
В 1928 году в посёлке проживало 535 человек (268 мужчин и 267 женщин), основное население — украинцы.